# محافظة تشيانغ مي
تشيانغ مي أو تشيانغمى وتنطق شنغمي (بالتايلاندية: เชียงใหม่) (بالإنجليزية: Chiang Mai)‏ وتعرف المدينة باسم وردة الشمال هي ثاني أكبر محافظة في تايلاند. تقع في شمال تايلاند، على ضفاف نهر بينغز محاطة بتلال خضراء وغابات غنَاء تمتع بهدوء ومناخ جاف لطيف وثقافات متنوعة تجذب السائحين من كافة أنحاء العالم. تحدها محافظات تشيانغ ري، لامبانغ، لامفون، تاك وماي هونغ سون. يحدها من الشمال ولاية شان في ميانمار.

## الجغرافيا
تغطي الجبال معظم أنحاء المحافظة، نهر بينج واحد من أهم الأنهار المتفرعة من نهر تشاو فرايا، والذي ينبع من جبال شيانج داو، واحدة من أعلى الجبال في تايلاند، جميعها تقع في محافظة شيانج مي. هذا بالإضافة إلى العديد من الحدائق الوطنية أمثال: دوي إنثانون، دوي سويثب-بوي، ماي بنج، سري لانا، ماي فانج وشيانج داو.

## التاريخ
كانت مدينة تشيانغ ماي عاصمة مملكة لانا بعد إنشائها عام 1296. في عام 1599 فقدت المملكة استقلالها وأصبحت جزء من مملكة أيوتايا. وكما تقول الأسطورة فقد قرر الملك منغراي مؤسس تشيانغ مي أي المدينة الجديدة إنشائها في هذا المكان بعد أن شوهدت بطريقة لا تفسير لها أسرة من الفئران البيضاء والوعول والغزلان البيضاء.

## التقسيم السكاني
%13.4 من مجموع السكان يندرجون تحت قومية التل، هذا بالإضافة إلى قوميات هونغ، ماو، لاهو، ليسو وأكها.

## الشعار
شعار المدينة عبارة عن فيل أبيض على زجاج مزخرف. يعتبر الفيل الأبيض رمزا ملكيا في تايلاند.

## التقسيمات الإدارية
تقسم شنغ ماي إلى 25 مقاطعة و 204 بلدية و 1915 قرية
| 1. موانج شنغ ماي 2. شوم ثونج 3. ماي شايم 4. شيانج داو 5. دوي ساكيت 6. ماي تاينج 7. ماي رم 8. سامونج 9. فانج 10. مااي 11. فراو 12. سان با تونج 13. سان كامفاينج | 1. سان ساي 2. هانج جونج 3. أمفوي هوت 4. دوي تاو 5. أومكي 6. سارافي 7. ويانج هاينج 8. شاي براكان 9. ماي وانج 10. ماي أون 11. دوي لو 12. غالياني فاداهانا |

## توأمة
لمحافظة تشيانغ مي اتفاقيات توأمة مع كل من:
- شانغهاي (2 أبريل 2000 -)[7]
- تشينغداو (1 أبريل 2008 -)[7]
- يوغياكارتا (4 سبتمبر 2007 -)[7]
- تشونغتشينغ (2008 -)[7]

## صور

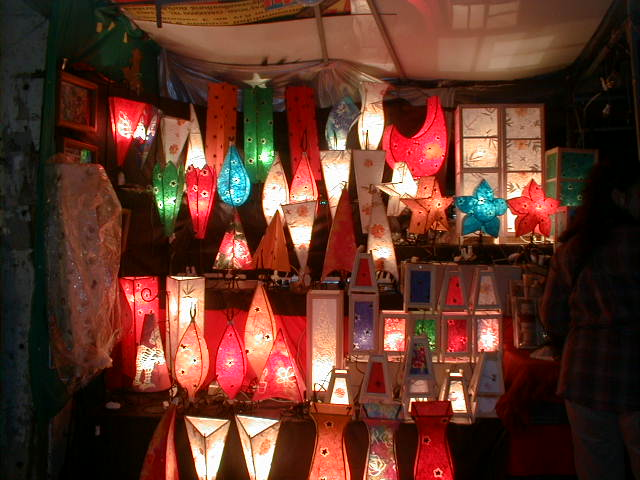
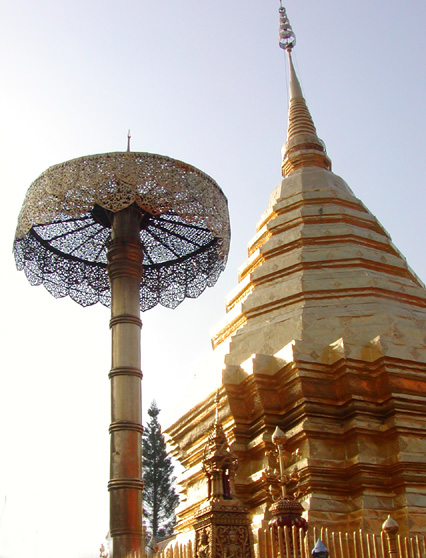

## أعلام
- تشاوات فيراتشات
- أنون أمورنليردساك